# Phare d'Utklippan
Le phare d'Utklippan (en suédois : Utklippans fyr) est un feu situé sur l'archipel d'Utklippan se composant de deux îles (Norraskär et Södraskär), appartenant à la commune de Karlskrona, dans le comté de Blekinge (Suède).
Le phare d'Utklippan est inscrit au répertoire des sites et monuments historiques par la Direction nationale du patrimoine de Suède en date du 21 septembre 1993.

## Histoire
Utklippan a été une station de signalisation depuis 1789. L'archipel se trouve à 16 km au sud-est de Karlskrona. Le phare actuel, construit en 1870 d'après les plans de Albert Theodor Gellerstedt, a remplacé une ancienne tour construite en 1840 au sommet d'une ancienne forteresse. La lumière a d'abord été alimentée à l'huile de colza et a été remplacée en 1887 par une lampe au kérosène. Le phare est alimenté électriquement depuis 1948 et il a été automatisé en 1972. Il possède toujours sa lentille de Fresnel de 4e ordre d'origine.
L'administration maritime suédoise possède toujours le phare. À l'été 2008, la lumière principale blanche (FI W 15s) d'une portée de 23 milles nautiques a été désactivée, car elle n'était plus considérée comme un phare important pour la navigation commerciale. Elle a été remplacée par un feu tricolore à secteurs.
Il y a cinq autres maisons sur l'île, appartenant à la Commission nationale suédoise de la propriété. L'une d'entre elles est une petite auberge. L'île est une réserve naturelle (Réseau Natura 2000) et possède  une station ornithologique et de baguage des oiseaux.

## Description
Le phare actuel est une tour en fonte à claire-voie de 30 mètres de haut, avec une galerie et une grande lanterne. La tour est peinte en rouge et le dôme de la lanterne est gris. Le bâtiment est blanc. Son feu isophase émet, à une hauteur focale de 31 mètres, deux éclats blanc, rouge et vert selon différents secteurs toutes les 6 secondes. Sa portée nominale est de 8 milles nautiques (environ 15 km).
Identifiant : ARLHS : SWE-073 ; SV-6015 - Amirauté : C7442 - NGA : 7696 .
|               |
| les deux îles |

|            |
| La station |